# 子部
子部（しぶ）は、漢字を部首により分類したグループの一つ。
康熙字典214部首では39番目に置かれる（3画の10番目、寅集の最初）。

## 概要
「子」の字はこどもの形に象る。

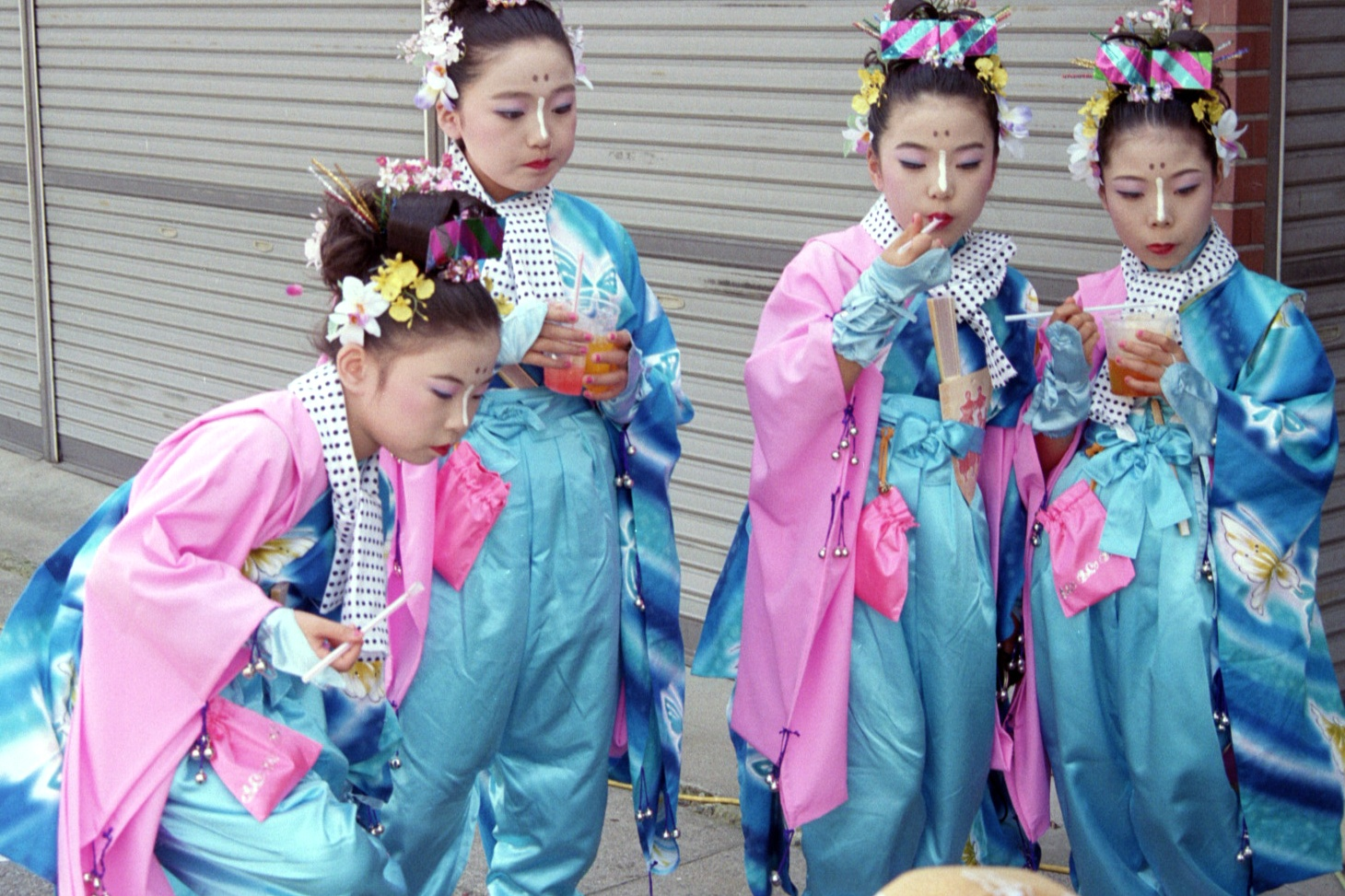

偏旁の意符では出産育児・こどもの序列や区別などに関することを示す。
子部はこのような意符を構成要素とする漢字を収めるが、多くは人部などに集約され字数はそこまで多いものではない。中には「孵」のように子とは直接関係がなく、字形上便宜的に分類されており、他の部に分類しきれなかったような字もある。

## 部首の通称
- 日本：こ、こども、こへん、こどもへん、すてごへん
- 中国：子字旁
- 韓国：아들자부（adeul ja bu、むすこの子部）
- 英米：Radical child

## 部首字
子
- 広韻 - 即里切、止韻
- 詩韻 - 紙韻、上声
- 三十六字母 - 精母
- 日本語 - 音：シ（漢音・呉音） 訓：こ
- 中国語 - ピンイン：zǐ 注音：ㄗˇ ウェード式：tzu 3
- 朝鮮語 - 訓音：아들（adeul、むすこ） 알（ssi、たまご） 자(ja)

甲骨文
金文
大篆
小篆

## 例字
- 子・孑・孒・孓・孔・字・存・㜽・学（學）・季・孟・孤・孨・孫・孱・孵・字・孿・㝈・孭・孖など